# 富平三岔路口站
富平三岔路口站（：／ Bupyeong-samgeori yeok */?）是仁川地鐵1號線沿線的一座地下車站，位於韓國仁川廣域市富平區十井洞富平十字路口。

## 車站結構
站體為2面2線側式月台的地下車站，候車月台設有月台幕門，並有4處出口。

### 月台配置
| 東樹 ↑         |
| \| 上          |
| ↓ 間石五岔路口 |

| 月台 | 路線               | 目的地                                                       |
| ---- | ------------------ | ------------------------------------------------------------ |
| 上行 | ●仁川都市鐵道1號線 | 富平、富平區廳、桂山、桂陽方向                               |
| 下行 | ●仁川都市鐵道1號線 | 仁川客运站、源仁齋、東幕、國際業務園區、松島月光慶典公園方向 |

## 歷史
- 1999年10月6日：落成啟用。

## 車站周邊
- 白雲郵局
- 仁川市教育廳富平圖書館（朝鲜语：인천광역시교육청부평도서관）
- 富平西中學
- 仁川第一高校
- 仁川惠光學校
- 仁川報勳會館
- 仁川家族公園（朝鲜语：인천가족공원）

## 相鄰車站
仁川交通公社
●仁川都市鐵道1號線
東樹（I121）－富平三岔路口（I122）－間石五岔路口（I123）